# Atlantisia rogersi
El rasconcillo de Tristán de Acuña (Atlantisia rogersi) es una especie de ave gruiforme de la familia Rallidae endémica de la isla Inaccesible del archipiélago de Tristán de Acuña, en el Atlántico sur. Es la única especie del género Atlantisia. Destaca por ser el ave no voladora viva más pequeña del mundo. A diferencia de otras islas, la isla Inaccesible permanece libre de depredadores foráneos introducidos, lo que permite a esta especie prosperar mientras que otras aves no voladoras han desaparecido, incluido el chochín de Stephens, que era el ave no voladora conocida más pequeña.
El rasconcillo de Tristán de Acuña mide 17 cm de largo y pesa unos 30 g de media. Tiene el plumaje de las partes superiores de color pardo rojizo oscuro y las inferiores gris oscuras. Su pico es negro y puntiagudo y el iris de sus ojos es rojo.
Se encuentra por toda la isla, pero prefiere los herbazales y las zonas abiertas de helechos. Se alimenta de lombrices, polillas, bayas y semillas.
Se reproducen entre octubre y enero y suelen poner dos huevos. Sus polluelos son vulnerables a ser capturados por el zorzal de Tristán de Acuña.

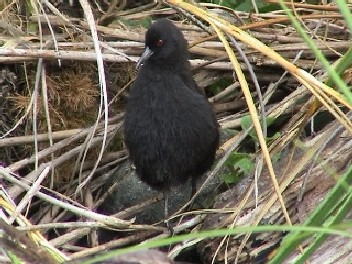
Un pequeño rasconcillo negro se levanta en las hierbas